# Snowboard-Weltmeisterschaften 2012
Die Snowboard-Weltmeisterschaften 2012 der World Snowboarding Federation zusammen mit der TTR fanden vom 10. bis 19. Februar 2012 in Oslo statt. Dies war die erste von der WSF durchgeführten Weltmeisterschaft, die an die Weltmeisterschaften der International Snowboarding Federation (ISF) anlehnt. Es wurden die Disziplinen Slopestyle, Halfpipe und Quarterpipe ausgetragen. An den Wettkämpfen nahmen 240 Athleten aus 35 Nationen teil.

## Ergebnisse

### Männer

#### Slopestyle
| Platz | Land     | Sportler           |
| ----- | -------- | ------------------ |
| 1     | USA      | Chas Guldemond     |
| 2     | Kanada   | Sébastien Toutant  |
| 3     | Belgien  | Seppe Smits        |
| 4     | USA      | Eric Beauchemin    |
| 5     | Norwegen | Aleksander Østreng |
| 6     | Schweden | Sven Thorgren      |
| 7     | USA      | Tyler Flanagan     |
| 8     | Finnland | Roope Tonteri      |
| 9     | Kanada   | Mark McMorris      |
| 10    | USA      | Eric Willett       |

#### Halfpipe
| Platz | Land       | Sportler            |
| ----- | ---------- | ------------------- |
| 1     | Schweiz    | Iouri Podladtchikov |
| 2     | USA        | Matthew Ladley      |
| 3     | USA        | Louie Vito          |
| 4     | Japan      | Taku Hiraoka        |
| 5     | Australien | Nathan Johnstone    |
| 6     | Schweiz    | Christian Haller    |
| 7     | Japan      | Ryō Aono            |
| 8     | USA        | Benji Farrow        |
| 9     | Finnland   | Markus Malin        |
| 10    | Finnland   | Peetu Piiroinen     |

#### Quarterpipe
| Platz | Land       | Sportler         |
| ----- | ---------- | ---------------- |
| 1     | Frankreich | Olivier Gittler  |
| 2     | Norwegen   | Kim Rune Hansen  |
| 3     | USA        | Jack Mitrani     |
| 4     | USA        | Matthew Ladley   |
| 5     | Norwegen   | Terje Håkonsen   |
| 6     | Japan      | Daisuke Murakami |
| 7     | Norwegen   | Daniel Josefsen  |
| 8     | Japan      | Ruiki Masuda     |

### Frauen

#### Slopestyle
| Platz | Land        | Sportler         |
| ----- | ----------- | ---------------- |
| 1     | Kanada      | Spencer O’Brien  |
| 2     | USA         | Jamie Anderson   |
| 3     | Finnland    | Enni Rukajärvi   |
| 4     | Niederlande | Cheryl Maas      |
| 5     | Neuseeland  | Shelly Gotlieb   |
| 6     | Norwegen    | Kjersti Buaas    |
| 7     | USA         | Jordie Karlinski |
| 8     | USA         | Megan Ginter     |
| 9     | USA         | Ty Walker        |
| 10    | Slowenien   | Urška Pribošič   |

#### Halfpipe
| Platz | Land       | Sportler          |
| ----- | ---------- | ----------------- |
| 1     | USA        | Kelly Clark       |
| 2     | Spanien    | Queralt Castellet |
| 3     | USA        | Gretchen Bleiler  |
| 4     | Neuseeland | Rebecca Sinclair  |
| 5     | Slowenien  | Cilka Sadar       |
| 6     | USA        | Elena Hight       |
| 7     | Schweiz    | Ursina Haller     |
| 8     | Japan      | Sōko Yamaoka      |
| 9     | Schweiz    | Nadja Purtschert  |
| 10    | Kanada     | Mercedes Nicoll   |